# Constitution du Nigeria
Lire en ligne

Consulter

La Constitution de la République fédérale du Nigeria est la loi fondamentale du Nigeria. Il s'agit de la quatrième Constitution du Nigeria depuis l'indépendance en 1960. Elle instaura la Quatrième République.

## Constitutions précédentes
Depuis son indépendance en 1960, le Nigeria a connu cinq constitutions.

### Constitution de 1960
Elle était la première constitution du Nigeria indépendant. Sous cette constitution, le Nigeria avait comme chef de l'état la reine Élisabeth II.

### Constitution de 1963 instituant la Première République
La Constitution du 1er octobre 1963 régissait l'ordre constitutionnel de la Première République. Elle permit la mise en place d'une république fédérale. Elle s'inspirait du Système de Westminster, par un régime parlementaire. Le président était le chef de l'état qui représentait le pays et le pouvoir exécutif était détenu par un premier ministre. Elle était en vigueur jusqu'au coup d'état du 29 juillet 1966.

### Constitution de 1979 instituant la Seconde République
La Constitution de 1979 régissait l'ordre constitutionnel de la Seconde République. Elle abandonna le système d'inspiration britannique et adopta le modèle présidentiel américain, avec un président élu directement par les citoyens. Afin d'éviter les crises qui ont secoué le Nigeria, notamment la crise du Biafra, et affirmer le caractère fédéral de l'État,les partis politiques devaient s'enregistrer dans au moins deux tiers des états du Nigeria et chaque état devait envoyer un représentant au gouvernement. Le coup d'état du 31 décembre 1983, dirigé par le général Muhammadu Buhari, mit fin à la Seconde République.

### Constitution de 1993 instituant la Troisième République
Le chef de l'état, le général Ibrahim Babangida décida la mise en place d'une constitution pour la Troisième République en 1989. L'objectif de cette constitution était le rétablissement de la démocratie, après la fin du conseil militaire suprême. Des élections eurent lieu en 1993, mais elles furent annulées. Le général Sani Abacha prit le pouvoir le 17 novembre 1993.

## Sources

## Compléments